# Louis Hémon

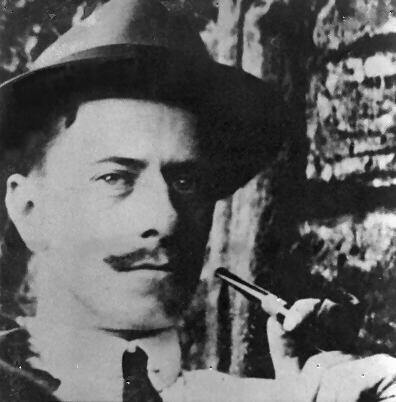
Louis Hémon

Louis Hémon (* 12. Oktober 1880 in Brest in der Bretagne; † 8. Juli 1913 in Chapleau (Ontario)) war ein französischer Schriftsteller, der sein Hauptwerk in Kanada verfasste.

## Leben
Hémon erhielt eine privilegierte Ausbildung am Lycée Montaigne und dem Lycée Louis-le-Grand in Paris. Nach einem im Jahr 1901 abgeschlossenen Studium der Rechtswissenschaften an der Sorbonne änderte er seinen beruflichen Weg und ging nach England, wo er als Fremdsprachensekretär arbeitete. 1911 wanderte er nach Kanada aus, wo er  alsVersicherungssekretär, aber auch auf Bauernhöfen in der franko-kanadischen Wildnis arbeitete, fernab von Modernisierung und Industrialisierung. Hier schrieb Hémon sein bekanntestes Buch, Maria Chapdelaine, über das Bauernleben in der Region, das in vielen Aspekten dem Leben in seiner Heimat, der Bretagne, ähnelte.
Am 8. Juli 1913 starb Louis Hémon in Kanada, er wurde von einer Eisenbahn erfasst und getötet.

## Nachwirkung
Etwa 10 Jahre nach Hémons Tod wurde Maria Chapdelaine, das erst 1916 in Buchform erschienen war, zu einem internationalen Bestseller, der in mehrere Sprachen übersetzt wurde. Die Schilderung des archaischen bäuerlichen Alltags am Lac Saint-Jean in der Provinz Québec spielte eine wichtige Rolle bei der Entwicklung des frankokanadischen Nationalbewusstseins vor allem in den bürgerlichen französischsprachigen Schichten, die sich von den immer dominanter auftretenden Anglophonen abzugrenzen begannen, während sich die ländliche frankophone Bevölkerung Kanadas in dem Bild des gottesfürchtigen Waldbauernvolkes nicht wiederzuerkennen vermochte. Zum internationalen Erfolg trug die zu dieser Zeit in vielen Gesellschaften einsetzende Kritik an den Folgen der Industrialisierung und dem damit einhergehenden Traditionsverfall bei.
Siehe auch: Liste kanadischer Schriftsteller.

## Verfilmungen
- 1934 – Menschen im Norden (Maria Chapdelaine) – Regie: Julien Duvivier
- 1950 – Das träumende Herz (Maria Chapdelaine) – Regie: Marc Allégret
- 1953 – Liebling der Frauen (Monsieur Ripois) – Regie: René Clément
- 1972 – Tod eines Holzfällers (La mort d’un bûcheron) – nach dem Roman Maria Chapdelaine – Regie: Gilles Carle
- 1983 – Maria Chapdelaine – Regie: Gilles Carle